# 감성터치
이세나의 감성터치는 경기방송에서 매일 밤 12시부터 오전 2시까지 방송되었던 심야 음악 프로그램이다.

## 코너
- 사연&신청곡
- 작은 이야기
- 깊은밤의 서정곡

## 역대 진행자
- 박정수 (1997년 ~ 2001년) (배우)
- 윤서정 (2001년 ~2002년)
- 이상호 (2002년 ~ 2003년) (현 KBS 아나운서)
- 엘리 (2003년)
- 황경희 (2003년 ~ 2005년)
- 허윤희 (2005년 ~ 2006년)
- 석아윤 (2006년 9월 19일 ~ 2018년 12월 3일) (경기방송 편성제작부 아나운서)
- 임시진행 베이지 (2010년 1월)
- 이세나 (2018년 12월 4일 ~ 2019년 1월 6일) (경기방송 PD)